# Forbundsrådet (Tyskland)
 For alternative betydninger, se Forbundsrådet. (Se også artikler, som begynder med Forbundsrådet)
Forbundsrådet eller Deutscher Bundesrat er delstaternes parlament i Tyskland. Det kan sammenlignes med andre landes overhus, fordi det skal godkende lovforslag vedtaget i det tyske parlament, Bundestag. Forbundsrådets sæde er i Preussens tidligere parlament i Berlin. 
Forbundsrådet sammensættes af de af delstaterne udvalgte medlemmer og det består af i alt 69 medlemmer.
Forbundsrådet går tilbage til det nordtyske forbund og det tidligere tyske forbund. Med grundlæggelsen af nationalstaten Tyskland i 1871 blev dets myndighed udvidet til hele Tyskland.
| Delstat                | Koalition               | Antal stemmer |
| ---------------------- | ----------------------- | ------------- |
| Baden-Württemberg      | De Grønne/CDU           | 6             |
| Bayern                 | CSU                     | 6             |
| Berlin                 | SPD/Die Linke/De Grønne | 4             |
| Brandenburg            | SPD/CDU/De Grønne       | 4             |
| Bremen                 | SPD/De Grønne/Die Linke | 3             |
| Hamburg                | SPD/De Grønne           | 3             |
| Hessen                 | CDU/De Grønne           | 5             |
| Mecklenburg-Vorpommern | SPD/CDU                 | 3             |
| Niedersachsen          | SPD/CDU                 | 6             |
| Nordrhein-Westfalen    | CDU/FDP                 | 6             |
| Rheinland-Pfalz        | SPD/FDP/De Grønne       | 4             |
| Saarland               | CDU/SPD                 | 3             |
| Sachsen                | CDU/SPD                 | 4             |
| Sachsen-Anhalt         | CDU/SPD/De Grønne       | 4             |
| Slesvig-Holsten        | CDU/De Grønne/FDP       | 4             |
| Thüringen              | Die Linke/SPD/De Grønne | 4             |

Præsidentskabet for forbundsrådet går på omgang mellem delstaternes regeringschefer og indehaves siden 1. november 2019 af Dietmar Woidke (SPD, Brandenburg).